# Sohodol, Bacău
Sohodol este un sat în comuna Măgura din județul Bacău, Moldova, România.